# Afrosvenskarnas riksorganisation
Afrosvenskarnas Riksorganisation (ASR), tidigare Afrosvenskarnas riksförbund, är en svensk ideell förening. Afrosvenskarnas Riksorganisationens huvudsakliga uppgift är att verka och arbeta för lika rättigheter och skapa en meningsfull tillvaro för de 350 000 personer i Sverige som har sin bakgrund i Afrika eller den afrikanska diasporan i exempelvis Nord- och Sydamerika eller Karibien. Föreningen är inte separatistisk utan ställer krav på samhällsgemenskapen om att motverka rasism mot svarta (afrofobi) och främja antirasism på alla nivåer i samhället. Föreningen är en av flera remissinstanser i frågor rörande afrosvenskars utsatthet för rasism strukturellt och på individnivå. 

## Verksamhet
Afrosvenskarnas Riksorganisation grundades 1990 och har sitt säte i Stockholm och är partipolitiskt och religiöst obundet. Individuella och organisationsmedlemmar ansluts genom regionala lokalavdelningar på fem orter i Sverige. Under året 2007 hade riksorganisationen fyra anställda vid kansliet i Stockholm och i olika projekt. Enligt Afrosvenskarnas riksorganisation finns det i Sverige 350 000 personer med afrikansk bakgrund och Afrosvenskarnas riksorganisation har tagit till sin uppgift är att arbeta för att dessa ska åtnjuta lika rättigheter och få en meningsfull tillvaro. Förbundet har varit medsponsor till det svenska Martin Luther King-priset.
Ordförande för Afrosvenskarnas riksorganisation är Marie Cham. Integrationsminister Nyamko Sabuni har tidigare varit projektledare inom Afrosvenskarnas riksförbund och var även en av organisationens medgrundare. I maj 1994 var hon organisationens ordförande.
Talesperson är Kitimbwa Sabuni.
Fortfarande i juni 2008 presenterades Kitimbwa Sabuni som samordnare för Afrosvenskarnas riksförbund.
År 2011 organiserade förbundet konferensen Antiterrorindustrin – måltavla förorten där bland andra Yvonne Ridley, Kitimbwa Sabuni, Omar Mustafa, Masoud Kamali (Mittuniversitetet) och Fatima Doubakil (MMRK) medverkade.

### Bidrag
Enligt Sveriges Radio P4 år 2002 fick ASR bidrag från Stockholms stad, Folkhälsoinstitutet, Integrationsverket, Migrationsverket och Konsumentverket sammanlagt miljoner årligen. Under 2010-talet fick ASR bidrag ifrån Myndigheten för ungdoms- och civilsamhällesfrågor (MUCF): Sedan 2019 har föreningen valt bort ekonomiska medel från Svenska staten.
| År                       | 2017    | 2016    | 2015    | 2014    | 2013    | 2012    | 2011    |
| Organisationsbidrag MUCF | 272 934 | 261 142 | 239 926 | 240 591 | 238 603 | 236 696 | 256 475 |

## Opinionsbildning
ASR uppmärksammar årligen Frihetsdagen den 9 oktober, som är det datum då de sista 595 slavarna friköptes på S:t Barthelemy 1847. Det markerar alltså slutet på Sveriges direkta inblandning i den transatlantiska slavhandeln. I anslutning till dagen arrangerar också många andra aktörer aktiviteter inom ramen för Afrosvensk historievecka.
I augusti 2007 blev ASR uppmärksammat i media genom att stödja en privatpersons JK-anmälan om hets mot folkgrupp i Tintin i Kongo, med anledning av utgivningen av en ny svensk översättning av seriealbumet. I april 2012 fick ASR uppmärksamhet för att ha krävt kulturminister Lena Adelsohn Liljeroths avgång, efter att hon medverkat vid World Art Day och blivit ombedd skära upp en tårta formad som en svart Venus från Willendorf skapad och spelad av konstnären Makode Linde.
I januari 2015 kritiserade organisationen den nederländska klubben i Stockholm för användningen av Zwarte Piet under det årliga firandet av Sinterklaas. Förbundet skrev brev till den nederländska ambassaden (där nederländska klubben höll det årliga firandet för traditionen),  och uppmanade till att Zwarte Piet skulle tas bort eller ändra  ansiktsfärg på grund av jämförelsen och likheter med blackface. Klubben följde uppmuntringen och ändrade färgen på Zwarte Piets ansikte. Klubben stoppade även det traditionella ångfartyget stoomboot från att komma till Stockholm. I ett uttalande online skrev klubben: "Vi respekterar olika gruppers känslor och åsikter och kommer inte längre representera piet som att endast vara svartfärgad":
I juni 2020 ville ASR ta bort Gustav III-statyn som står på Skeppsbrokajen i Stockholm på grund av dennes inblandning i köpet av Sankt-Barthélemy-kolonin. Statsminister Stefan Löfven uttalade att Sverige inte avsåg att ta bort några statyer.

## Kritik mot Afrosvenskarnas riksförbund
ASR har haft en ledande roll inom Centrum mot rasism, vars ekonomi blev föremål för granskning i media sommaren 2005. De uppgifter om medlemsantal som ASR tidigare hade uppgett för att få 300 000 i bidrag från integrationsverket (1 402 medlemmar för år 2001, varav 1 226 i Stockholmsavdelningen) ifrågasattes då. Enligt en intern rapport hade Stockholmsavdelningen bara 47 betalande medlemmar. I en revision antogs det att varje kvinnlig medlem hade tre barn. Dessa schabloniserade barn räknades som medlemmar oavsett om de existerade eller ej.